# Phortica saltiaristula
Phortica saltiaristula är en tvåvingeart som beskrevs av Chen och Wen 2006. Phortica saltiaristula ingår i släktet Phortica och familjen daggflugor. Inga underarter finns listade i Catalogue of Life.